# 或许我们分手了
是一部2023年上映的韩国爱情电影，讲述相爱的情侣变成陌生人的过程，描绘了现实的离别报告书。该片由《她的离别方法》、《那个味道是牛粪的味道》等多部短篇电影的导演邢瑟佑执导并编剧，李东辉、鄭恩彩、姜佶宇、鄭多恩主演，2023年2月8日在韩国上映。

## 演员阵容

### 主要人物
- 李东辉 饰演 李俊浩，几年来一直在准备公务员考试，寄居在女友家里的废物男友。
- 鄭恩彩 饰演 韩雅荣，曾是备受瞩目的美术学徒，为了男友放弃梦想变成房地产中介的菩萨女友。
- 姜佶宇 饰演 柳耿一，充满绅士风度和礼仪的风投企业代表。
- 鄭多恩 饰演 安娜，某一天突然出现在俊浩面前的直率、开朗的大学生。

### 其他人物
- 玉智英 饰演 熙秀，雅荣的高中同学兼好友。
- 钟浩 饰演 河那，俊浩的好友。
- 金秀亨 饰演 敏智
- 李载浩 饰演 昌焕
- 沈妍华 饰演 美贞
- 金泰白 饰演 大贤
- 李佳京 饰演 慧媛
- 朱仁英 饰演 巷子里的女子
- 元镇浩 饰演 巷子里的男子
- 孙艺媛 饰演 多美
- 朴世俊 饰演 民锡
- 严河那 饰演 东圭
- 金辉奎 饰演 辉奎
- 安盛民 饰演 新婚男子
- 金恩善 饰演 新婚女子
- 林艺恩 饰演 日式餐厅职员
- 金根培 饰演 警察
- 安政彬 饰演 餐厅职员
- 裴素恩 饰演 润成的妻子
- 邢瑟佑 饰演 警察

### 友情出演
- 高圭弼 饰演 民燮，俊浩打工餐厅的老板。
- 朴成日 饰演 润成，俊浩的朋友。
- 刘智妍 饰演 贤珠，雅荣的不动产中介老板。
- 金正宇 饰演 钟秀，雅荣的朋友。

### 特别出演
- 闵庆珍 饰演 载雄
- 金琴顺 饰演 解生辰八字的女人
- 卞仲熙 饰演 房东，雅荣的客户。
- 朴世准[註 1] 饰演 递名片的男子

## 制作

### 选角
2021年9月3日，李东辉、鄭恩彩确认主演《向左看的男人，向右看的女人》（왼쪽을 보는 남자, 오른쪽을 보는 여자，制作阶段片名），此片也是导演邢瑟佑的长篇电影处女作。演员姜佶宇于9月14日证实加盟此片。
演员鄭多恩于2023年1月12日确认参与了此片的拍摄。

### 拍摄
主体拍摄于2021年8月31日开始。